# Шринагар (Уттаракханд)
Шринагар (англ. Srinagar) — город в индийском штате Уттаракханд в округе Паури-Гархвал. Средняя высота над уровнем моря — 973 метра.
По данным всеиндийской переписи 2001 года, в Шринагаре проживало 19 861 человек, из которых мужчины составляли 57 %, женщины — 43 %. Уровень грамотности взрослого населения составлял 83 %, что выше среднеиндийского уровня (59,5 %). Среди мужчин, уровень грамотности равнялся 86 %, среди женщин — 79 %. 9 % населения составляли дети до 6 лет.